# Osrblie
Osrblie es un municipio del distrito de Brezno en la región de Banská Bystrica, Eslovaquia, con una población estimada a final del año 2024 de 343 habitantes.
Se encuentra ubicado al noreste de la región, cerca del curso alto del río Hron —un afluente izquierdo del Danubio— y de la frontera con las regiones de Žilina y Prešov.

## Demografía
| Año        | 1994 | 2004    | 2014    | 2024    |
| ---------- | ---- | ------- | ------- | ------- |
| Población  | 379  | 384     | 379     | 343     |
| Diferencia |      | +1,31 % | −1,30 % | −9,49 % |

| Año        | 2023 | 2024 |
| ---------- | ---- | ---- |
| Población  | 350  | 343  |
| Diferencia |      | −2 % |